# Medicinsk kemi
Medicinsk kemi är ett område på gränsen mellan kemi och medicin.
När beteckningen används på svenska avser den vanligen den del av kemin som ligger nära fysiologi, och utgör närmast medicinsk biokemi. I denna form finns ämnet normalt företrätt på medicinska fakulteter i Sverige, ibland under namnet medicinsk och fysiologisk kemi.
Internationellt används beteckningen medicinsk kemi också som synonym för farmaceutisk kemi, och utgör i denna betydelse en del av farmakologin som är fokuserat på läkemedelssubstansers kemi.
Medicinsk kemi skall inte förväxlas med klinisk kemi, som är ett ämnesområde som är inriktat på kemisk analys i klinska/medicinska tillämpningar.